# Lancia Thesis
Lancia Thesis je osobní automobil vyšší střední třídy vyráběný italskou automobilkou Lancia mezi lety 2002 a 2009. Byla založena na konceptu Lancia Dialogos, představeném v roce 1999. U zákazníků se nesetkal s přílišnou oblibou, pravděpodobně kvůli svému zvláštnímu designu.

## Konstrukce
Automobil stojí na podvozku, který byl vyvíjen automobilkou Lancia. To je změna oproti Lancia Kappa, která podvozek sdílela s Alfou Romeo 166. Automobil měl motor uložen vpředu a motor poháněl přední nápravu vozu. Tato Lancia se nevyráběla s pohonem všech kol.

## Historie
Sériový automobil byl představen na Ženevském autosalonu v březnu 2001 a interiér se ukázal poprvé na Frankfurtském autosalonu. Prodeje začaly v červnu 2002 v Itálii, prodeje v jiných zemích začaly krátce poté.

## Lancia Thesis Stola S85

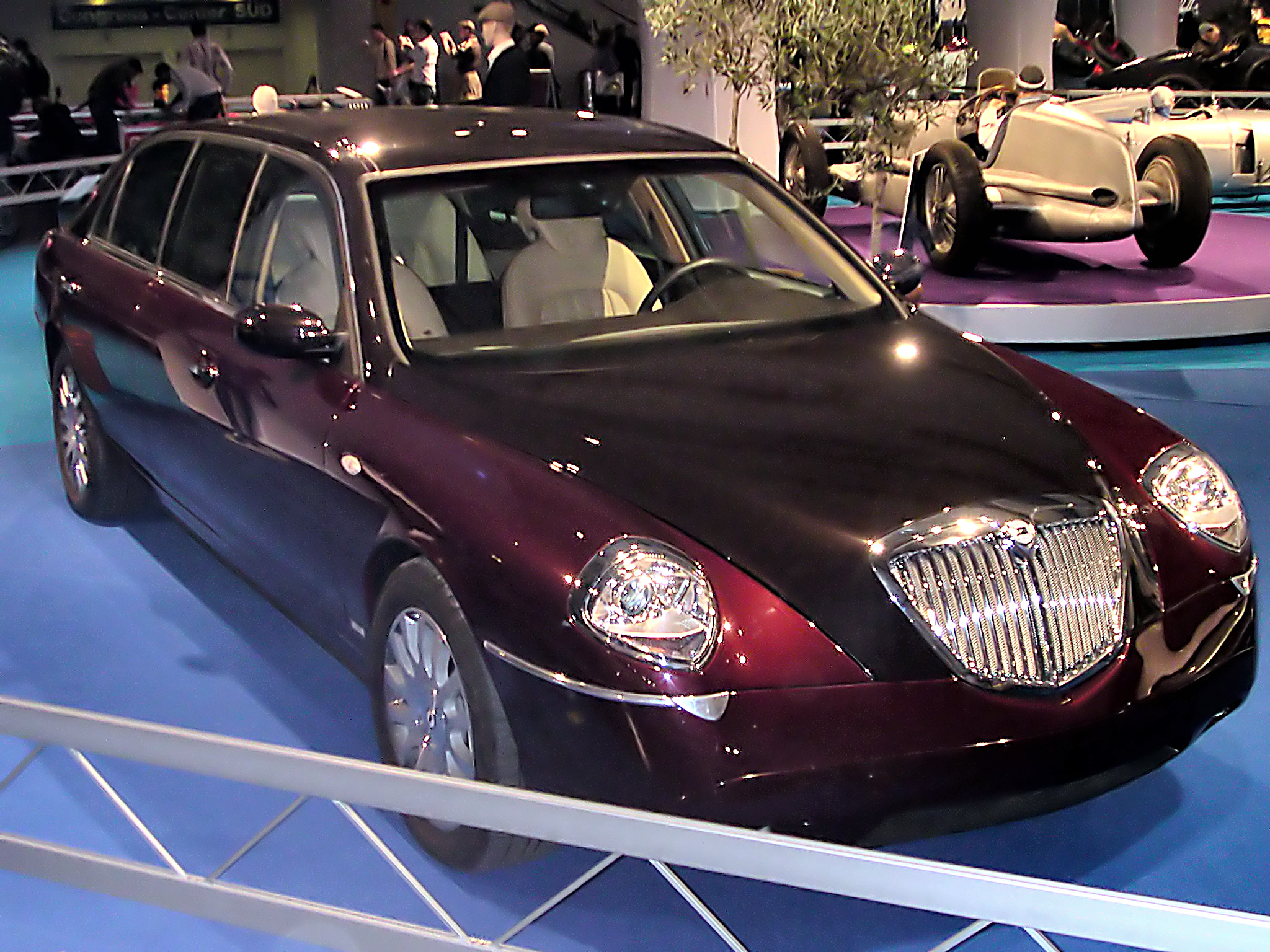
Lancia Thesis Stola S85

V roce 2004 byl představen na Ženevském autosalonu o 60 cm delší prototyp, vyrobený firmou Stola S.p.A. a byl pojmenován "Stola S85" na oslavu 85. výročí společnosti. Automobil byl vybaven světlým koženým interiérem a elektricky nastavenými zadními sedadly. Automobil měl také minibar, GPS navigaci, internetové připojení, fax a DVD přehrávač. Automobil byl vybaven motorem o výkonu 170 kW (230koní) a s výbavou vážil 2030 kilogramů a nejvyšší rychlost byla 230 km/h. 